# Ahrbrück
Ahrbrück település Németországban, Rajna-vidék-Pfalz tartományban. Lakosainak száma 1097 fő (2023. december 31.).

## Népesség
A település népességének változása:
| Lakosok száma | 1207 | 1182 | 1200 | 1185 | 1076 | 1058 | 1097 |
|               | 1975 | 2015 | 2017 | 2019 | 2021 | 2022 | 2023 |